# Physomeloe corallifer
Physomeloe corallifer é uma espécie de insetos coleópteros polífagos pertencente à família Meloidae.
A autoridade científica da espécie é Germar, tendo sido descrita no ano de 1818.
Trata-se de uma espécie presente no território português.